# Adriaan van Velde
Adriaan van Velde (6 februari 1991) is een Nederlands voormalig langebaanschaatser die vooral reed als allrounder. Tijdens het NK junioren 2008 wist hij een bronzen medaille te behalen. Bij het NK allround 2010 maakte hij zijn debuut bij de senioren. Hij wist dit toernooi als negentiende te beëindigen. Op het NK allround 2011 werd hij zeventiende. Van Velde reed voor het Gewest Groningen onder leiding van Martin ten Hove en Mark Wouda.

## Persoonlijke records
| Afstand    | Tijd    | Datum            | Baan       |
| ---------- | ------- | ---------------- | ---------- |
| 500 meter  | 37,06   | 27 december 2010 | Heerenveen |
| 1000 meter | 1.13,91 | 27 november 2010 | Enschede   |
| 1500 meter | 1.50,28 | 29 december 2010 | Heerenveen |
| 3000 meter | 3.59,80 | 24 oktober 2009  | Heerenveen |
| 5000 meter | 6.45,52 | 29 december 2012 | Heerenveen |